# Будауи, Хишам
Хиша́м Будауи́ (араб. هشام بوداوي‎; родился 23 сентября 1999, Бешар) — алжирский футболист, полузащитник французского клуба «Ницца» и национальной сборной Алжира.

## Клубная карьера
Начал карьеру в алжирском клубе «Параду». В основном составе «Параду» дебютировал 6 января 2018 года в матче алжирской Лиги 1 против клуба «УСМ Алжир».
В сентябре 2019 года перешёл во французский клуб «Ницца». 24 сентября дебютировал в основном составе «Ниццы» в матче французской Лиги 1 против «Монако», выйдя на замену другому алжирцу Адаму Унасу. 21 декабря 2019 года забил свой первый гол за «Ниццу» в матче против «Тулузы».

## Карьера в сборной
27 декабря 2018 года Будауи дебютировал в составе первой сборной Алжира в товарищеском матче против сборной Катара. В 2019 году принял участие в Кубке африканских наций, сыграв в матчах против Танзании и Гвинеи. Алжирцы выиграли этот турнир.

## Достижения
Сборная Алжира
- Победитель Кубка африканских наций: 2019